# Роккетта-Сант-Антоніо
Роккетта-Сант-Антоніо (італ. Rocchetta Sant'Antonio) — муніципалітет в Італії, у регіоні Апулія,  провінція Фоджа.
Роккетта-Сант-Антоніо розташована на відстані близько 270 км на схід від Рима, 120 км на захід від Барі, 45 км на південь від Фоджі.
Населення — 1881 особа (2014).
Щорічний фестиваль відбувається 17 січня. Покровителі — святий Антоній Великий.

## Демографія
Населення за роками:

Станом на 1 січня 2023 року в муніципалітеті офіційно проживали 62 іноземці з 8 країн, серед них 24 громадяни країн Євросоюзу.

## Сусідні муніципалітети
- Кандела
- Лачедонія
- Мельфі
- Сант'Агата-ді-Пулья